# Jean-Luc Caputo
Jean-Luc Caputo (* 2001) ist ein deutscher Filmschauspieler.

## Leben
Caputo begann seine Schauspielausbildung während der Schulzeit bei der Agentur Next Generation. Bekannt wurde er ab 2020 durch sein Engagement bei der ARD-Telenovela Rote Rosen, wo er die Rolle des Anton Berger verkörperte. Weitere Auftritte hatte er unter anderem in SOKO Leipzig, Nachtschwestern, Tatort, Ella Schön und der Social-Media-Serie WE/R. Als Sprecher war er in dem Hörspiel Hamburger Hauptbahnhof – Museum für Gegenwart zu hören.
Er lebt in Berlin und ist italienischstämmig.

## Filmografie (Auswahl)
- 2019: Tatort: Anne und der Tod
- 2019: Mein Schwiegervater, der Camper (Fernsehfilm)
- 2020: Nachtschwestern (Fernsehserie, Folge Schuldgefühle)
- 2020: SOKO Leipzig (Fernsehserie, Staffel 21 Folge Tod auf der Seidenstraße)
- 2020: WE/R (Webserie)
- 2020–2021: Rote Rosen (Fernsehserie, Staffel 17&18, Folge 3117–3263)
- 2022: SOKO Potsdam (Fernsehserie, Folge Fremder Vertrauter)
- 2022: Fritzie – Der Himmel muss warten (Fernsehserie)
- 2022: In aller Freundschaft – Die jungen Ärzte (Fernsehserie, Folge Alte Narben)
- 2023: Das Traumschiff: Vancouver (Fernsehreihe)